# Samostan Muckros
'Samostan Muckross je ena glavnih cerkvenih znamenitosti v narodnem parku Killarney v grofiji Kerry na Irskem. Ustanovljen je bil leta 1448 kot frančiškanski samostan, ustanovil ga je Donal McCarthy Mor. 
Imel je nasilno zgodovino in je bil večkrat poškodovan in rekonstruiran. Menihe so pogosto  napadale roparske skupine, pod vodstvom Ludlowa so jih preganjale tudi Cromwellove sile. 
Danes je samostan skoraj brez strehe, čeprav je na splošno precej dobro ohranjen. Zanimivo je osrednje dvorišče z veliko tiso, ki je obkroženo z obokanim križnim hodnikom. 
V 17. in 18. stoletju je postal pokopališče za ugledne pesnike iz grofije Kerry: O'Donoghue, Ó Rathaille in Ó Súilleabháin, medtem ko je Piaras Feiritéar pokopan zunaj pokopališča. 

## Slike
- Samostan
- Samostansko pokopališče
- Dvorišče s tiso in križnim hodnikom
- Refektorij